# جيرارد فيليب
جيرارد فيليب (بالفرنسية: Gérard Philipe)‏ (و. 1922 – 1959 م) هو ممثل، وممثل مسرحي، وممثل أفلام فرنسي، ولد في كان، كان عضوًا في الحزب الشيوعي الفرنسي، بدأ مشواره المهني سنة 1944، توفي في باريس، عن عمر يناهز 37 عاماً، بسبب سرطان الكبد.

## التعليم
تعلم في مدرسة رينيه سيمون للفنون الدرامية ‏، وتعلم في المعهد الوطني العالي للفنون الدرامية ‏
.

## جوائز
حصل على جوائز منها:

سيزر التكريمية ‏ (1990)

## وصلات خارجية
- جيرارد فيليب على موقع IMDb (الإنجليزية)
- جيرارد فيليب على موقع الموسوعة البريطانية (الإنجليزية)
- جيرارد فيليب على موقع روتن توميتوز (الإنجليزية)
- جيرارد فيليب على موقع مونزينجر (الألمانية)
- جيرارد فيليب على موقع ألو سيني (الفرنسية)
- جيرارد فيليب على موقع ميوزك برينز (الإنجليزية)
- جيرارد فيليب على موقع أول موفي (الإنجليزية)
- جيرارد فيليب على موقع قاعدة بيانات برودواي على الإنترنت (الإنجليزية)
- جيرارد فيليب على موقع قاعدة بيانات الأفلام السويدية (السويدية)
- جيرارد فيليب على موقع ديسكوغز (الإنجليزية)